# Nephila comorana
Nephila comorana är en spindelart som beskrevs av Embrik Strand 1916. Nephila comorana ingår i släktet Nephila och familjen Nephilidae. Inga underarter finns listade i Catalogue of Life.